# Konfiskat
Konfiskate sind Schlachtabfälle von Tieren, die vom Schlachtkörper bei der Schlachtung entfernt und entsorgt werden müssen. Es handelt sich dabei auch um Teile, die nicht zur menschlichen Ernährung geeignet sind, weil sie den kulturell geprägten Erwartungen an Lebensmittel nicht entsprechen oder als ekelerregend empfunden werden, wie beispielsweise Geschlechtsorgane, Augen, Ohren, Föten und Nabelanschnitte. Auch ganze Schlachtkörper oder größere Teile davon können bei der amtlichen Fleischbeschau als Konfiskat eingestuft werden, wenn sie Veränderungen zeigen, welche die Nutzung für den menschlichen Verzehr ausschließen. Man spricht auch von der Konfiskation.
Konfiskate müssen über Tierkörperbeseitigungsanstalten entsorgt werden und werden hier zu Tiermehl verarbeitet. In Deutschland regelt das Gesetz über die Beseitigung von Tierkörpern, Tierkörperteilen und tierischen Erzeugnissen (Tierkörperbeseitigungsgesetz, TierKBG) die Entsorgung von Schlachtabfällen, der Begriff „Konfiskat“ wird darin jedoch nicht mehr verwendet.